# Марсіанські породи

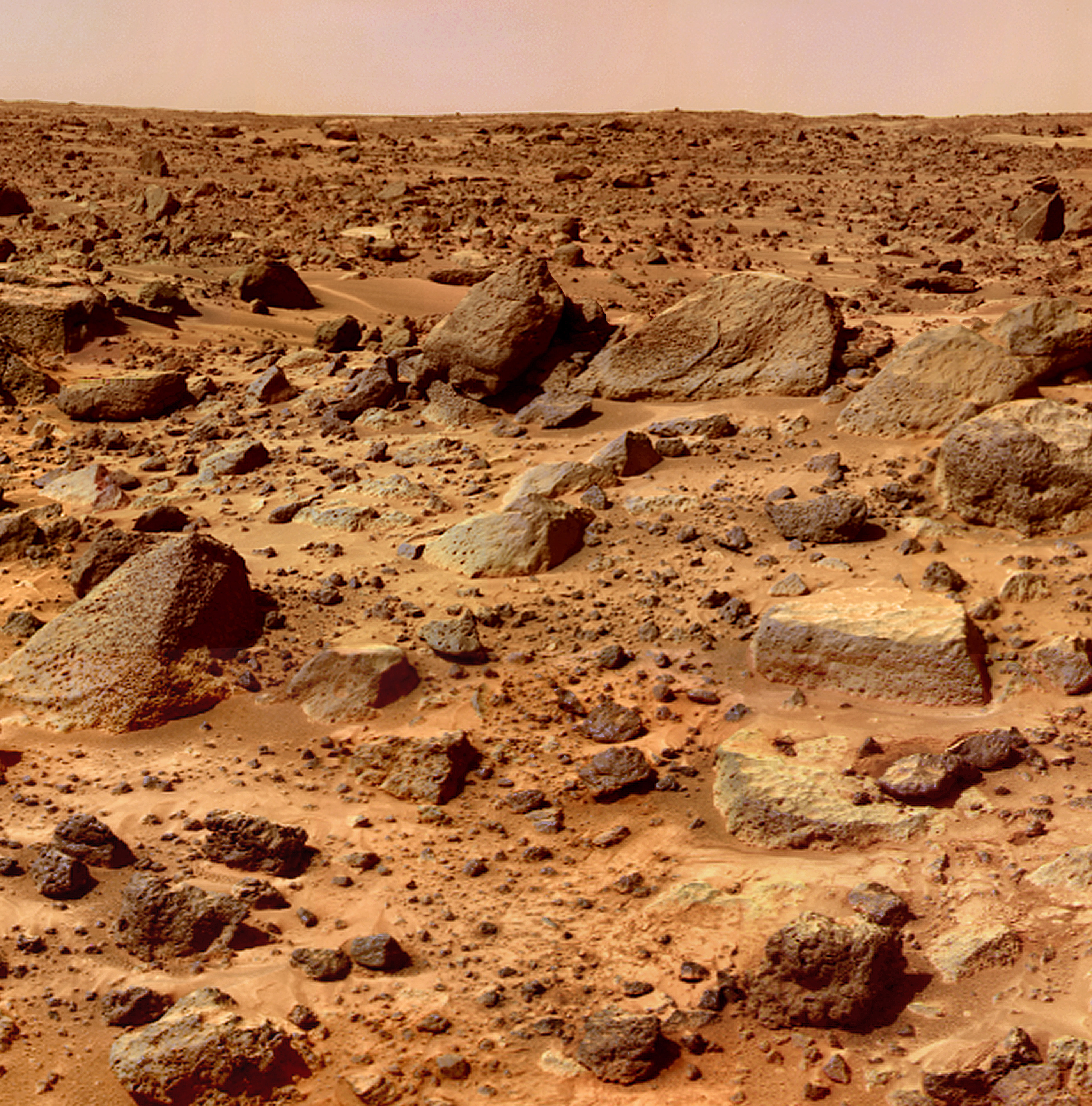
Устелена скелями поверхня Марса, сфотографована марсоходом Mars Pathfinder

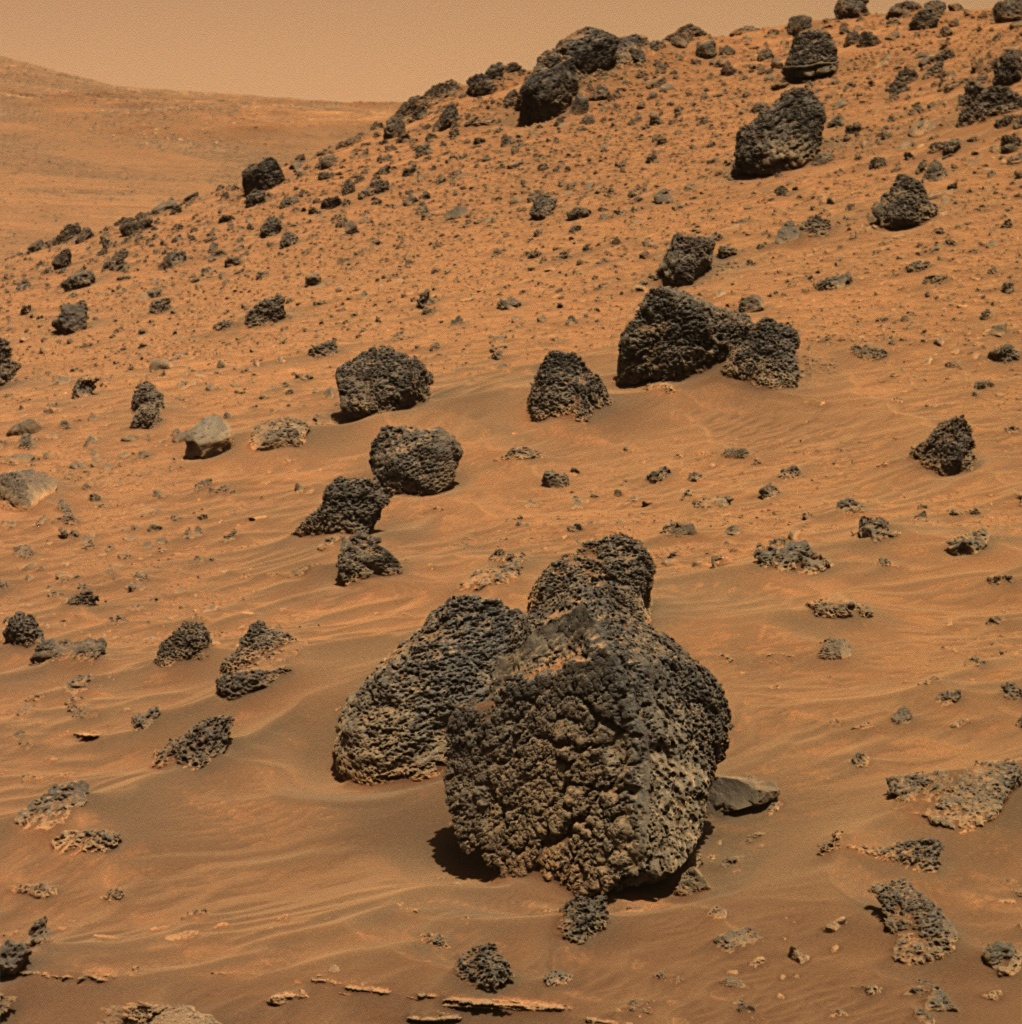
Марсіанський піщаний ґрунт. Фото Mars Exploration Rover «Спірит».

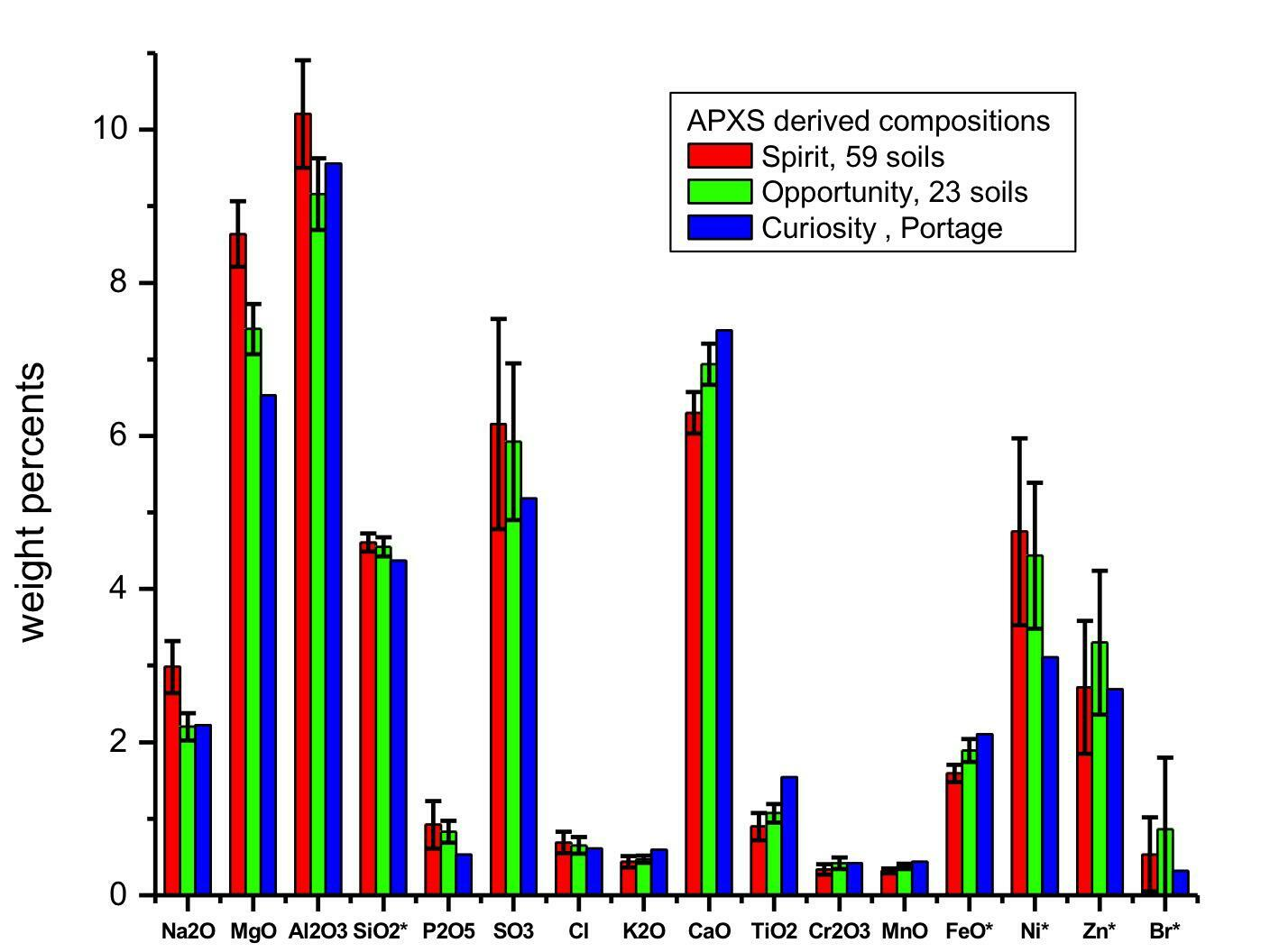
Порівняння ґрунтів на Марсі — зразків зібраних марсоходами «К'юріосіті», «Оппортьюніті», «Спіріт» (03.12.2012).

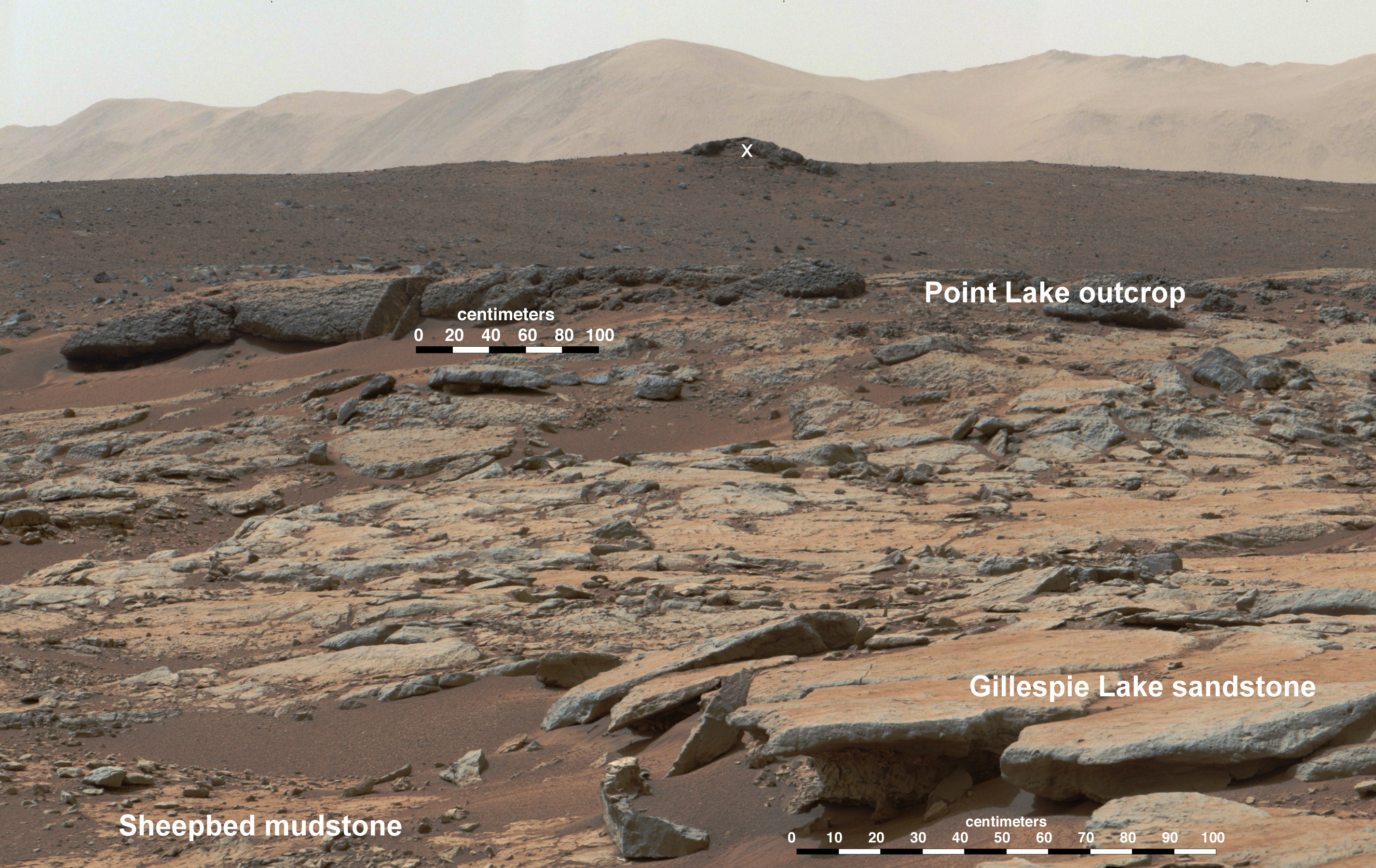
Поверхня Марса, сфотографована марсоходом Curiosity. Осадові породи. Аргіліт.

Марсіанські породи (англ. Martian soil) — породи поверхні Марса.

## Загальна характеристика
Представлені уламковими пористими породами та еоловими пісками. Густина марсіанських порід на піщаних рівнинах — 1—1,6; на скелястих рівнинах — 1,8 (на Місяці, для порівняння, відповідно: 1—1,3 та 1,5—2,1). Розмір частинок на поверхні планети: 10—100 мкм — від 60 % (піщані рівнини) до 30 % (скелясті рівнини), 100—2000 мкм — відповідно від 10 до 30 %. Основні компоненти марсіанських порід — залізо (у деяких пробах до 14 %), кальцій, алюміній, кремній, сірка. Є також стронцій, цирконій, рубідій, титан, а також бор. Ґрунт Марса за наявними даними, представлений сумішшю силікатів та мінералів класу оксидів зі значним вмістом сульфатів (можливо, гідратованих). Сірка, очевидно, присутня у сульфатах. Велика кількість червоного пилу з діаметром часточок близько 1 мкм надає поверхні планети червонуватого відтінку. Характерна особливість поверхні Марса — наявність кріосфери — льоду H2O в полярних шапках та в ґрунті. Зокрема, виявлено мінерали ґетит і ярозит, які утворюються в присутності води. Марсохід «К'юріосіті» американського космічного агентства НАСА знайшов великі поклади кварцу в марсіанських гірських породах.
Сучасні дані з марсіанських порід свідчать про існування на Марсі хімічно диференційованої кори, аналогічної земній корі.
Шаруватість марсіанських порід описана в ряді джерел з геології планети Марс.

## Дослідження
За даними, одержаними з допомогою орбітального апарата Mars Global Surveyor (досяг планети 1997 р.), обладнаного спектрометром TES (Thermal Emission Spectrometer), гірські породи і піски Марса майже повністю утворені з магматичних мінералів, які складають базальт: піроксену, олівіну і польового шпату. У 2004 р. орбітальний апарат Європейського космічного агентства Mars Express, обладнаний інфрачервоним спектрометром OMEGA, теж виявив олівін, базальти, глини. Водночас, за його даними, породи північних низин нагадують андезит — вони містять більше вулканічного скла і кремнієвих мінералів і менше залізовмісних мінералів, тоді як породи прадавніх регіонів з великою кількістю кратерів — базальтові. На Землі андезити утворюються в результаті дії води на магматичні розплавлені породи. Знімки поверхні Марса, отримані орбітальною станцією Mars Global Surveyor, показують наявність шаруватих структур, які, імовірно, сформувалися під водою в далекому минулому. Група фахівців, що займаються дослідженнями знімків Марса, одержаних станцією Mars Global Surveyor, вважає, що ці шари осадових гірських порід говорять про те, що колись поверхня Марса була покрита численними озерами і дрібними морями. Області, покриті осадовими шарами, розсіяні по всій поверхні Марса. Вони розташовуються переважно в межах кратерів Western Arabia Terra, Terra Meridiani, Hellas і в ущелинах великого каньйону Долини Марінера.
Співробітники американської компанії «Malin Space Science Systems» М. Мелін і К. Еджетт (M. Malin, K. Edgett) встановили, що шаруваті структури зустрічаються в екваторіальній частині Марса повсюдно, при цьому явно тяжіючи до внутрішніх областей кратерів та інших заглиблень. Альтернативна гіпотеза утворення шаруватих структур пов'язана з їх еоловим походженням. Космічний апарат Pathfinder (спущений апарат і марсохід, 1997 р.) встановив такі характеристики марсіанського ґрунту: повна відсутність органічної речовини, карбонатів, глин і оксидів заліза у вивітрених ґрунтах і пилові; поширеність нанофаз силікатних і залізооксидних мінералів; високі концентрації евапоритів (С- і S-вмісних солей); наявність магнітних мінералів.
У січні 2004 р. у різних районах Марса здійснили посадку два марсоходи НАСА: «Спіріт» i «Оппортьюніті». Крім відеокамер, вони мали спектрометри для аналізів хімічного складу ґрунту і гірських порід. Результати виявилися дуже контрастними. «Спіріт», який працював у кратері Гусєва, не виявив свідчень існування води, виявив вулканічні мінерали олівіни і піроксени, що легко руйнуються при контакті з водою. Після їх виверження, імовірно бл. 3 млрд років тому, ці мінерали не піддавалися дії води. Крім того, «Спіріт» виявив підвищений вміст сірки у гірських породах. «Оппортьюніті», який здійснив посадку на Меридіанному плато, виявив високий вміст кристалів гематиту, які, очевидно, утворилися в присутності води. Гематит має форму кульок, схожих на чорниці, діаметром 1—5 мм, які перебувають в осадових породах або розкидані по поверхні. Крім того, «Оппортьюніті» виявив оголення осадових гірських порід з вмістом 30—40 мас. % сульфатів, утворення яких пояснюють випарюванням води, яка містила велику кількість сірки. Марсохід дослідив характерне утворення під назвою круча Бернса, яка виглядає як піщана дюна, промита поверхневими і ґрунтовими водами.

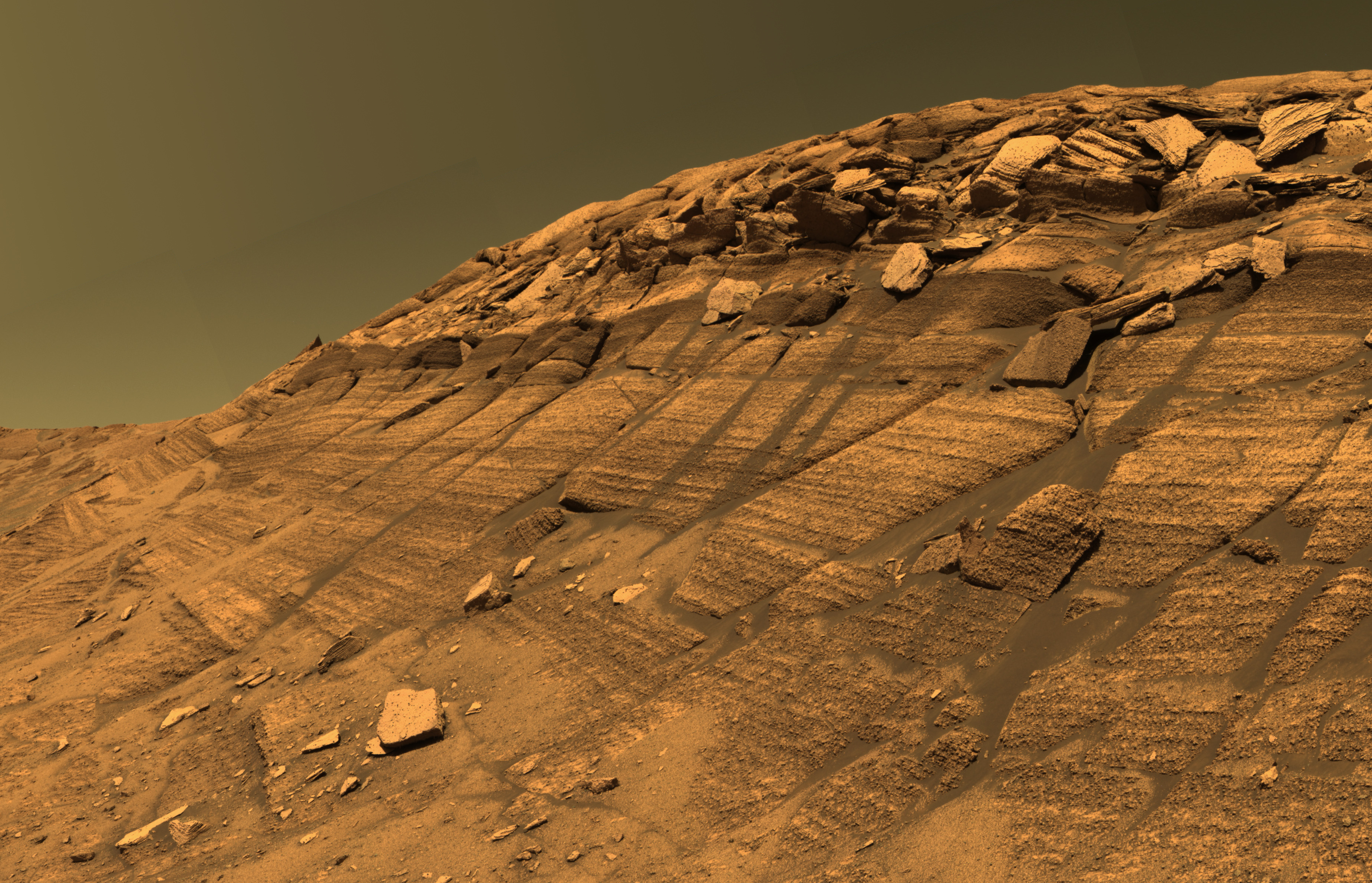
Гіпотетично осадові породи в кратері Endurance. Марс.

Картографічна зйомка планети, яка почалася 2001 р. за допомогою інфрачервоної камери THEMIS (вирішення — 100 м), а також камери на орбітальному апараті Mars Odyssey та інших апаратах виявили велике різноманіття складу вивержених гірських порід планети. Так, на вулкані Великий Сирт (діаметром 1100 км), що поблизу марсіанського екватора, виявлена скло-кремнієва маса (дацит). Вершини на схилах вулкана виконані породою збагаченою кремнієм — гранітом. Але загалом польового шпату і граніту, який його містить, на Марсі мало. Не виявлені і метаморфічні породи (сланець, мармур тощо), що свідчить, очевидно, про відсутність активних тектонічних процесів. Карбонатні породи виявлені тільки в пилових пробах, порівняно рідкісними є і глини (наявність яких потребує підтвердження). Усе це свідчить про те, що планета була тривалий час (до 2—3 млрд років) переважно сухою. Тобто картина, виявлена «Спіріт», типовіша, ніж дані «Оппортьюніті». Але у віддаленішому минулому і фрагментарно (в часі і просторі) в пізніші періоди прояви дії води наявні на багатьох ділянках поверхні Марса.
Марсохід Perseverance, який досліджує кратер Єзеро з моменту посадки в лютому 2021 року, виявив породи, які найчастіше утворюються у розпеченій магмі. Зокрема, виявлено кристали олівіну, «охоплені» кристалами піроксену.

## Цікаві факти
На Марсі на горі Шарп виявлені камені фіолетового кольору.